# Narain Karthikeyan
Kumar Ram Narain Karthikeyan (* 14. Januar 1977 in Chennai) ist ein indischer Automobilrennfahrer. Er debütierte 2005 in der Formel 1 und startete dort bis 2012 mit Unterbrechungen zu 46 Rennen. 2014 und 2015 startete er in der Super Formula.

## Karriere

### Anfänge im Motorsport
Karthikeyan kam schon früh durch seinen Vater mit dem Motorsport in Berührung. 1992 schrieb er sich bei der französischen Elf Winfield Racing School ein und schaffte es bei einem Abschlussturnier bis ins Halbfinale. Nach seiner Rückkehr nach Indien bestritt er 1993 einige Rennen in der lokalen Formel Maruti, doch schon bald zog er nach England um und nahm für den Rest des Jahres an der britischen Formel-Vauxhall-Junior teil. 1994 wechselte er in die britische Formel Ford und feierte seinen bis dato größten Erfolg mit einem Podiumsplatz in Estoril. In der Gesamtwertung belegte er den 13. Platz Im Anschluss an die Saison wurde er Gesamtsieger der britischen Formel-Ford-Winterserie und gewann damit als erster Inder eine europäische Formelsportmeisterschaft. 1995 nahm er an vier Rennen zur Formel Asia teil. Im darauf folgenden Jahr gewann er die Meisterschaft mit 10 Siegen aus 14 Rennen.
1997 kehrte er nach Europa zurück und belegte mit einem Sieg den achten Gesamtrang in der britischen Formel Vauxhall. 1998 wechselte er in die britische Formel-3-Meisterschaft und nahm an der halben Saison teil. Bei den letzten beiden Läufen in Spa-Francorchamps und Silverstone errang er zwei dritte Plätze. Die Saison schloss er auf dem zwölften Platz in der Meisterschaft ab. 1999 bestritt er die komplette Saison für Carlin Motorsport und erreichte insgesamt vier Podestplätze, darunter zwei Siege in Brands Hatch. Mit zwei Pole-Positions sowie drei schnellste Runden und beendete er die Meisterschaft als Gesamtsechster. 2000 wechselte er zu Paul Stewart Racing und wurde mit vier Podest-Platzierungen Vierter in der Fahrerwertung der britischen Formel 3, während sein Teamkollege Tomas Scheckter die Vizemeisterschaft erzielte. Außerdem trat er als Gaststarter bei zwei Rennen der französischen Formel-3-Meisterschaft an und entschied ein Rennen davon für sich. Beim traditionsreichen Macau Grand Prix erzielte er für Carlin Motorsport die Pole-Position und die schnellste Rennrunde, kam jedoch nur als 13. ins Ziel. Beim koreanischen Formel-3-Superprix entschied er das Rennen von der Pole-Position startend für sich.
2001 trat Karthikeyan in der japanischen Formel Nippon für das Team Impul an. Mit zwei sechsten Plätzen als beste Resultate beendete er die Saison auf dem 15. Gesamtrang. Außerdem absolvierte er seinen ersten Formel-1-Test für Jaguar. Wenig später erhielt er zwei weitere Testmöglichkeiten von Jordan. 2002 kehrte Karthikeyan erneut nach Europa zurück und ging für TATA RC Motorsport in der World Series by Nissan an den Start. Mit einem dritten Platz als bestes Resultat belegte er am Saisonende den neunten Gesamtrang und entschied somit auch das teaminterne Duell gegen Peter Sundberg für sich. 2003 wechselte er zu Carlin Motorsport. Mit einem zweiten Platz als bestes Resultat schloss er die Saison der World Series by Nissan auf dem vierten Gesamtrang ab. Seinen Teamkollegen Bruce Jouanny distanzierte er mit 121 zu 62 Punkten deutlich. Außerdem absolvierte er in diesem Jahr für Minardi weitere Formel-1-Testfahrten. 2004 bestritt er seine dritte Saison in der World Series by Nissan und kehrte zu TATA RC Motorsport zurück. Karthikeyan hatte in dieser Saison insgesamt drei Teamkollegen und bildete zusammen mit Karun Chandhok für die letzten zwei Rennwochenenden ein indisches Fahrerduo. Mit Siegen in Magny-Cours und Valencia beendete er die Saison auf dem sechsten Platz in der Meisterschaft.

### Formel 1

#### Jordan (2005)

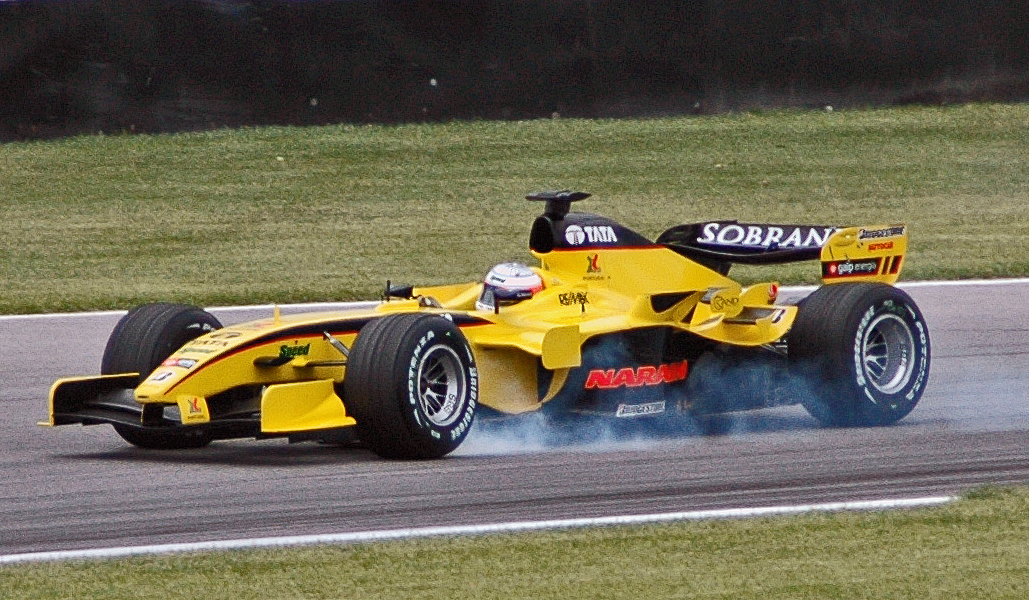
Karthikeyan beim Großen Preis der USA 2005

Als erster Inder überhaupt gab Karthikeyan 2005 sein Debüt in der Formel 1. Bei Jordan wurde er Teamkollege von Tiago Monteiro. Beim Großen Preis der USA kam er hinter Monteiro auf dem vierten Platz ins Ziel. Aufgrund von Reifenproblemen starteten allerdings nur sechs Fahrzeuge zu diesem Rennen. Im Gegensatz zu Monteiro erzielte er keine weiteren Punkte. Zwei elfte Plätze waren seine ansonsten besten Platzierungen in dieser Saison. In der Fahrerwertung belegte Karthikeyan schließlich den 18. Platz.

#### Williams (2006–2007)
Nachdem er bereits im Dezember 2005 Testfahrten für das Williams-Team absolviert hatte, wurde er von dem Rennstall als Testfahrer unter Vertrag genommen. Im Winter 2006/2007 trat Karthikeyan für das indische Team in der A1GP an. Er startete bei zehn Rennen und erzielte die einzigen Punkteplatzierungen seines Teams. Ein vierter Platz war sein bestes Resultat. Anschließend übernahm er in der Formel-1-Weltmeisterschaft 2007 erneut die Aufgaben des Testfahrers von Williams. Zum Ende der Saison wurde sein Vertrag nicht mehr verlängert.

### A1GP, Le Mans und Superleague Formula

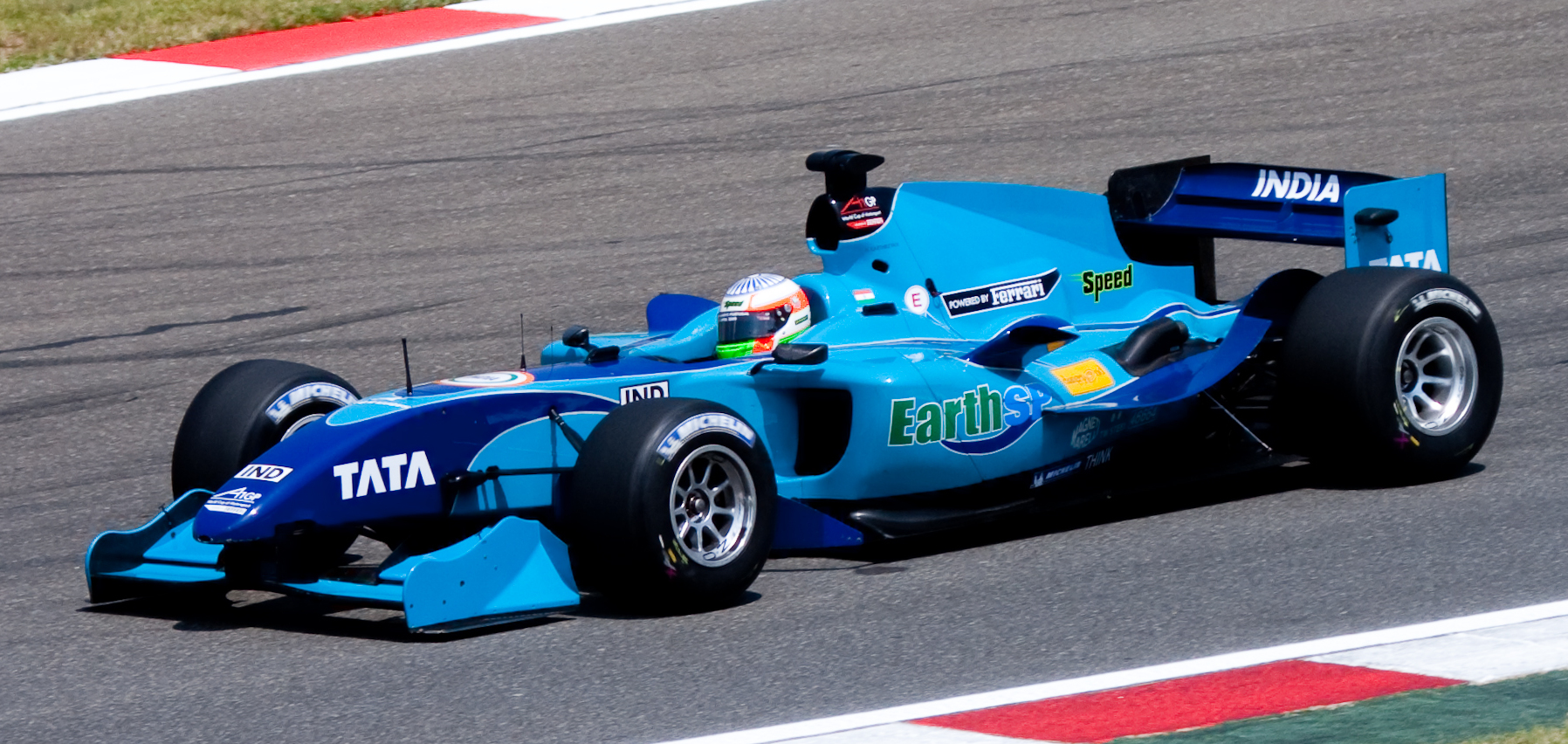
Karthikeyan in der A1GP in Kyalami 2009

In der Saison 2007/2008 der A1GP war Karthikeyan bei neun von zehn Rennwochenenden der Pilot des indischen Teams. Er entschied jeweils ein Rennen in Zhuhai und Brands Hatch für sich und trug maßgeblich dazu bei, dass sein Team die Saison auf dem zehnten Platz in der Meisterschaft beendete. In der A1GP-Saison 2008/2009 war Karthikeyan schließlich der einzige Einsatzpilot des indischen A1GP-Teams. Mit einem zweiten Platz als bestes Ergebnis beendete sein Team die Saison auf dem zwölften Platz in der Meisterschaft.
Anschließend trat er 2009 in der Le Mans Series für das Team Kolles an. Mit dessen Teamchef, Colin Kolles, hatte er bereits 2005 bei Jordan in der Formel 1 zusammengearbeitet. Er startete bei vier von fünf Rennen und wurde 19. in der LMP1-Kategorie. Außerdem sollte er beim 24-Stunden-Rennen von Le Mans zum Einsatz kommen. Wegen einer Schulterverletzung, die er sich kurz vor dem Start zugezogen hatte, konnte er jedoch nicht antreten. 2010 kehrte Karthikeyan in den Formelsport zurück und startete für das von mehreren Rennställen betreute Team der PSV Eindhoven in der Superleague Formula. In Brands Hatch gelang es ihm abermals ein Rennen für sich zu entscheiden. Nach dem siebten Rennwochenende wurde er durch Hywel Lloyd ersetzt. Außerdem startete er 2010 in der Camping World Truck Series der amerikanischen NASCAR und nahm an 9 von 25 Rennen teil. Die Saison beendete er auf dem 30. Platz in der Fahrerwertung.

### Rückkehr in die Formel 1

#### HRT (2011–2012)

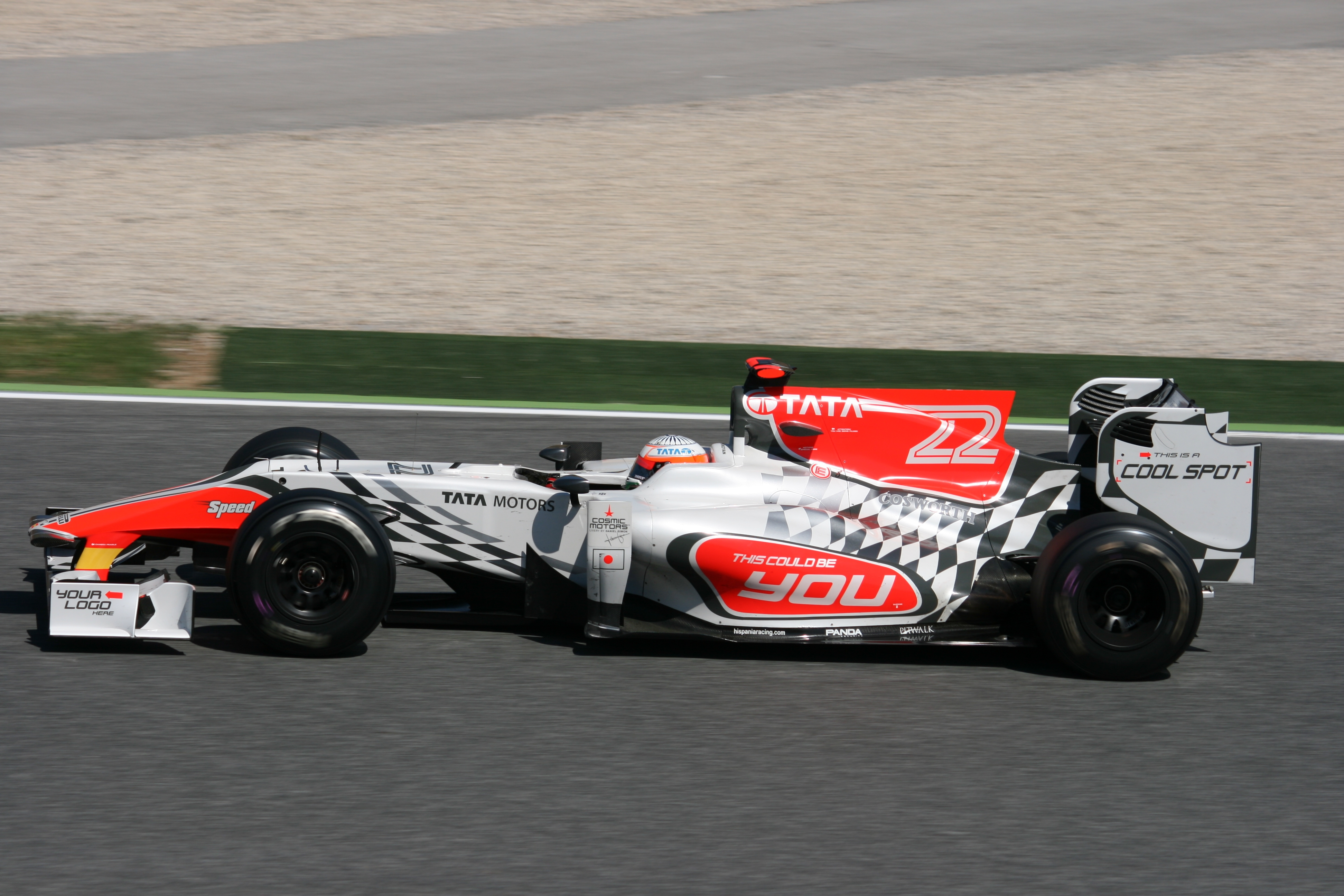
Karthikeyan kehrte 2011 zu HRT in die Formel 1 zurück

2011 kehrte Karthikeyan mit dem spanischen Rennstall HRT in die Formel 1 zurück. Bei dem Rennstall arbeitete er erneut mit Colin Kolles, der in der Zwischenzeit zum HRT-Teamchef geworden war, zusammen. Karthikeyan erhielt bei seinem Comeback finanzielle Unterstützung des indischen Konzerns Tata, die ihm unter anderem wegen des ersten Großen Preises von Indien unterstützten. Beim ersten Rennwochenende in Australien scheiterte er an der 107-Prozent-Regel. An den nächsten sieben Rennen nahm er zwar teil, wurde allerdings überwiegend von seinem Teamkollegen Vitantonio Liuzzi distanziert. Nach dem Großen Preis von Europa wurde er durch Daniel Ricciardo ersetzt. Nachdem er bei einigen Freitagstrainings eingesetzt worden war, absolvierte Karthikeyan bei seinem Heim-Grand-Prix, dem Großen Preis von Indien, ein weiteres Rennen. Am Saisonende belegte er den 26. Platz in der Weltmeisterschaft.
Anfang Februar 2012 bestätigte HRT Karthikeyan als Stammpiloten für die Formel-1-Weltmeisterschaft 2012. Wie im Vorjahr scheiterten Karthikeyan und auch sein Teamkollege, in dieser Saison Pedro de la Rosa, beim Saisonauftakt, dem Großen Preis von Australien, an der Qualifikation und wurden auch nachträglich nicht zum Rennen zugelassen. Ein Rennen später in Malaysia schaffte Karthikeyan die Qualifikation und fiel durch zwei Kollisionen auf. Zunächst kollidierte er mit Jenson Button, der durch seinen Boxenstopp hinter ihn zurückgefallen war, anschließend berührte er Sebastian Vettel, der ihn überrundete. Während Karthikeyan jeweils weiterfuhr, mussten die anderen zwei Piloten zu Reparaturstopps an die Box. Für die Kollision mit Vettel wurde er nachträglich mit einer Durchfahrtsstrafe belegt. Beim Großen Preis von Monaco erzielte er mit einem 15. Platz seine bis dahin beste Platzierung für HRT. Er war bei dem Rennen jedoch der letzte Pilot von denjenigen, die das Ziel erreichten. Am Saisonende belegte Karthikeyan den 24. Platz der Fahrerwertung. HRT stellte nach Ende der Saison den Rennbetrieb ein.

### Auto GP
2013 erhielt Karthikeyan bei Zele Racing ein Cockpit für den Saisonauftakt der Auto GP. Er blieb die ersten drei Rennwochenenden bei dem Rennstall. Ein vierter Platz war sein bestes Resultat. Anschließend wechselte er zu SuperNova International. Bei seinem ersten Rennen für das neue Team in Silverstone gelang ihm von der Pole-Position startend ein Sieg. Im weiteren Verlauf der Saison entschied Karthikeyan vier Rennen für sich. Mit fünf Siegen war er zusammen mit Kimiya Satō der Fahrer mit den meisten Siegen. Die Fahrerwertung schloss Karthikeyan auf dem vierten Platz ab.

### Super Formula
2014 wechselte Karthikeyan nach Japan in die Super Formula. Er startete für das Team Impul. Er war für den Rennstall bereits 2001 in der Rennserie aktiv gewesen, als diese noch Formel Nippon hieß. Mit einem sechsten Platz als bestem Ergebnis wurde er 13. in der Fahrerwertung. 2015 blieb Karthikeyan in der Super Formula und wechselte zu Dandelion Racing. Beim Saisonauftakt in Suzuka erzielte er mit einem dritten Platz seine erste Podest-Platzierung, die seine einzige Punkteplatzierung in der Saison blieb. Er verbesserte sich auf den elften Platz in der Gesamtwertung.

## Statistik

### Karrierestationen
| - 1993: Indische Formel Maruti - 1993: Britische Formel Vauxhall Junior - 1994: Britische Formel Ford (Platz 13) - 1994: Britische Formel Ford, Wintermeisterschaft (Meister) - 1996: Formel Asia (Meister) - 1997: Britische Formel Vauxhall (Platz 8) - 1998: Britische Formel-3-Meisterschaft (Platz 12) - 1999: Britische Formel-3-Meisterschaft (Platz 6) - 2000: Britische Formel-3-Meisterschaft (Platz 4) - 2001: Formel Nippon (Platz 15) - 2002: World Series by Nissan (Platz 9) | - 2003: World Series by Nissan (Platz 4) - 2004: World Series by Nissan (Platz 6) - 2005: Formel 1 (Platz 18) - 2006: Formel 1 (Testfahrer) - 2007: A1GP (Platz 16) - 2007: Formel 1 (Testfahrer) - 2008: A1GP (Platz 10) - 2009: A1GP (Platz 11) - 2009: Le Mans Series, LMP1 Klasse (Platz 19) - 2010: Superleague Formula (Platz 16) - 2010: NASCAR Camping World Truck Series (Platz 30) | - 2011: Formel 1 (Platz 26) - 2012: Formel 1 (Platz 24) - 2013: Auto GP (Platz 4) - 2014: Super Formula (Platz 13) - 2015: Super Formula (Platz 11) - 2016: Super Formula (Platz 14) - 2017: Super Formula (nicht klassifiziert) - 2018: Super Formula (Platz 16) - 2019: Super GT, GT 500 Klasse (Platz 11) |

### Einzelergebnisse in der Formel Nippon/Super Formula
| Jahr | Team                         | Motor  | 1   | 2   | 3   | 4   | 5   | 6   | 7   | 8   | 9   | 10  | Punkte | Rang |
| ---- | ---------------------------- | ------ | --- | --- | --- | --- | --- | --- | --- | --- | --- | --- | ------ | ---- |
| 2001 | excite Team Impul            | Mugen  | SU1 | MO1 | MI1 | FU1 | SU2 | SUG | FU2 | MI2 | MO2 | SU3 | 2      | 15.  |
| 2001 | excite Team Impul            | Mugen  | 6   | 7   | 9   | DNF | DNF | DNF | 9   | DNF | DNF | 6   | 2      | 15.  |
| 2014 | Lenovo Team Impul            | Toyota | SU1 | FUJ | FUJ | FUJ | MOT | AUT | SUG | SU2 | SU2 |     | 5      | 13.  |
| 2014 | Lenovo Team Impul            | Toyota | DNF | 7   | 6   | 7   | DNF | 17* | 11  | 10  | 8   |     | 5      | 13.  |
| 2015 | Docomo Team Dandelion Racing | Honda  | SU1 | OKA | FUJ | MOT | AUT | SUG | SU2 | SU2 |     |     | 6      | 11.  |
| 2015 | Docomo Team Dandelion Racing | Honda  | 3   | 10  | DNF | 9   | 14  | 13  | 12  | 14  |     |     | 6      | 11.  |

### Statistik in der Formel-1-Weltmeisterschaft

#### Gesamtübersicht
| Saison | Team              | Chassis           | Motor           | Rennen | Siege | Zweiter | Dritter | Poles | schn. Rennrunden | Punkte | WM-Pos. |
| ------ | ----------------- | ----------------- | --------------- | ------ | ----- | ------- | ------- | ----- | ---------------- | ------ | ------- |
| 2005   | Jordan Grand Prix | Jordan EJ15/EJ15B | Toyota V10      | 19     | –     | –       | –       | –     | –                | 5      | 18.     |
| 2011   | HRT F1 Team       | HRT F111          | Cosworth 2.4 V8 | 8      | –     | –       | –       | –     | –                | –      | 26.     |
| 2012   | HRT F1 Team       | HRT F112          | Cosworth 2.4 V8 | 19     | –     | –       | –       | –     | –                | –      | 24.     |
| Gesamt | Gesamt            | Gesamt            | Gesamt          | 46     | –     | –       | –       | –     | –                | 5      |         |

#### Einzelergebnisse
| Saison | 1   | 2   | 3  | 4   | 5   | 6   | 7   | 8  | 9  | 10  | 11  | 12 | 13  | 14  | 15 | 16 | 17  | 18  | 19 | 20 |
| ------ | --- | --- | -- | --- | --- | --- | --- | -- | -- | --- | --- | -- | --- | --- | -- | -- | --- | --- | -- | -- |
| 2005   |     |     |    |     |     |     |     |    |    |     |     |    |     |     |    |    |     |     |    |    |
| 15     | 11  | DNF | 12 | 13  | DNF | 16  | DNF | 4  | 15 | DNF | 16  | 12 | 14  | 20  | 11 | 15 | 15  | DNF |    |    |
| 2011   |     |     |    |     |     |     |     |    |    |     |     |    |     |     |    |    |     |     |    |    |
| DNQ    | DNF | 23  | 21 | 21  | 17  | 17  | 24  |    | PO |     |     |    | PO  | PO  | PO | 17 |     |     |    |    |
| 2012   |     |     |    |     |     |     |     |    |    |     |     |    |     |     |    |    |     |     |    |    |
| DNQ    | 22  | 22  | 21 | DNF | 15  | DNF | 18  | 21 | 23 | DNF | DNF | 19 | DNF | DNF | 20 | 21 | DNF | 22  | 18 |    |

| Legende  | Legende            | Legende                                                          |
| Farbe    | Abkürzung          | Bedeutung                                                        |
| -------- | ------------------ | ---------------------------------------------------------------- |
| Gold     | –                  | Sieg                                                             |
| Silber   | –                  | 2. Platz                                                         |
| Bronze   | –                  | 3. Platz                                                         |
| Grün     | –                  | Platzierung in den Punkten                                       |
| Blau     | –                  | Klassifiziert außerhalb der Punkteränge                          |
| Violett  | DNF                | Rennen nicht beendet (did not finish)                            |
| Violett  | NC                 | nicht klassifiziert (not classified)                             |
| Rot      | DNQ                | nicht qualifiziert (did not qualify)                             |
| Rot      | DNPQ               | in Vorqualifikation gescheitert (did not pre-qualify)            |
| Schwarz  | DSQ                | disqualifiziert (disqualified)                                   |
| Weiß     | DNS                | nicht am Start (did not start)                                   |
| Weiß     | WD                 | zurückgezogen (withdrawn)                                        |
| Hellblau | PO                 | nur am Training teilgenommen (practiced only)                    |
| Hellblau | TD                 | Freitags-Testfahrer (test driver)                                |
| ohne     | DNP                | nicht am Training teilgenommen (did not practice)                |
| ohne     | INJ                | verletzt oder krank (injured)                                    |
| ohne     | EX                 | ausgeschlossen (excluded)                                        |
| ohne     | DNA                | nicht erschienen (did not arrive)                                |
| ohne     | C                  | Rennen abgesagt (cancelled)                                      |
| ohne     | keine WM-Teilnahme |                                                                  |
| sonstige | P/fett             | Pole-Position                                                    |
| sonstige | 1/2/3/4/5/6/7/8    | Punktplatzierung im Sprint-/Qualifikationsrennen                 |
| sonstige | SR/kursiv          | Schnellste Rennrunde                                             |
| sonstige | *                  | nicht im Ziel, aufgrund der zurückgelegten Distanz aber gewertet |
| sonstige | ()                 | Streichresultate                                                 |
| sonstige | unterstrichen      | Führender in der Gesamtwertung                                   |